# Powellinia pictivaria
Powellinia pictivaria là một loài bướm đêm trong họ Noctuidae.